# 2022年チョルノバイフカ攻撃
2022年チョルノバイフカ攻撃（にせんにじゅうにねんチョルノバイフカこうげき、2022_Chornobaivka_attacks）とは、ロシアのウクライナ侵攻におけるウクライナ南部攻勢中の2022年2月27日に始まった、ロシア占領下のチョルノバイフカのヘルソン国際空港に対するウクライナによる一連の攻撃である。
ウクライナのヘルソン州にあるチョルノバイフカでは、ロシア軍が町の空港を爆撃して占拠した後、ウクライナ軍によるロシアの陣地への数十回の攻撃が行われた。

## 解説
ウクライナによると、これらの攻撃により、3月24日にロシア第49諸兵科連合軍のヤコフ・レザンツェフ将軍が死亡した。 ロシアの第8親衛諸兵科連合軍のアンドレイ・モルドヴィチェフ将軍も3月18日の攻撃で死亡したと報じられたが、後に生存が確認された。 現地での攻撃による多くのロシア兵士の死亡と、それに付随する軍事装備の破壊も報告された。ロシアが大損害を被ったとされる中、ウクライナのソーシャルメディアにはチョルノバイフカでのロシアの損失を嘲笑するミームが現れ、チョルノバイフカはウクライナ社会全体で人気のある現象となった。
チョルノバイフカのロシア軍に対するウクライナ軍の攻撃は、ロシアの同地域からの撤退発表の4日前である11月5日まで続いた。 チョルノバイフカは11月11日にウクライナ軍によって解放され、ロシアによる空港占領は終結した。

## 背景
チョルノバイフカはウクライナ・ヘルソン州の小さな町である。ここはヘルソン市への玄関口であり、仮にムィコラーイウ攻撃がある場合、同町を支配しておくことにより戦略的および戦術的に有利になる。これは主に、ロシアのウクライナ侵攻中にロシア軍が着陸地点として使用する予定だった空港が町にあるためである。 ウクライナのアナリスト、アレクサンダー・レメノフが、チョルノバイフカを対ウクライナ戦争中のロシアの軍事目標の一つと定義したのはそれが理由である。
2022年2月24日、ロシアのウクライナ侵攻初日、ロシアは、チョルノバイフカのヘルソン国際空港を含むウクライナの6つの空港を爆撃した。

## 攻撃

### 最初の攻撃（2月27日～3月16日）
2月27日朝、ロシア軍が空港を制圧した。同日にチョルノバイフカではロシア軍に対するウクライナ軍の最初の攻撃が行われ、ウクライナ軍はトルコ製UCAVのバイラクタル TB2でロシア軍を爆撃した。ウクライナ軍は、ロシア陣地を空爆する無人機の映像を公開したが、これは戦争開始以来、バイラクタル無人機が活動している初めての映像となった。この出来事は、シリアで34人のトルコ兵を殺害したロシア軍のバリューン空爆（2020年）から2周年の日に起こった。キエフのトルコ大使館は、チョルノバイフカでの空爆を2020年のバリューン事件に対する「復讐」と表現し、「神の正義というものは存在する」と宣言した。
3月2日、ムィコラーイウ州のヴィタリー・キム知事は、チョルノバイフカでのロシア軍に対するウクライナ軍の攻撃が再び成功したと発表した。その後、3月7日、ウクライナ軍は空港に駐機していたロシアの軍用ヘリコプター30機のほか、ロシアの装備品や人員も破壊したと主張した。 3月15日、ウクライナはチョルノバイフカでロシア軍を再度攻撃した。キム知事は、その結果、ロシア兵は当時ロシア占領下だったヘルソン郊外に逃走したと報告した。3月16日、ウクライナ軍は再びロシア管理下の空港を砲撃し、7～15機の軍用ヘリコプターを破壊した。ウォール・ストリート・ジャーナルは、「ウクライナは現在ロシアの空軍基地となっているヘルソン空港を空爆し、駐機場の衛星写真にはロシアのヘリコプター7機が破壊または損傷し、その一部が炎に包まれているのが映っていた」と報じた。

### 2人のロシア将軍の死亡報告と継続（3月18日～3月24日）
3月18日、ウクライナ軍によるチョルノバイフカへの新たな攻撃が第8親衛諸兵科連合軍の陣地を標的とし、司令官アンドレイ・モルドヴィチェフ中将が殺害されたという。ロシアの情報筋は彼の死を確認していないが、3月28日にはチェチェン共和国首長ラムザン・カディロフがマリウポリでモルドヴィチェフや他の司令官と会談している映像が公開された。
その後、BBCニュース・ロシアはモルドヴィチェフがまだ生きていることを確認した。翌日の3月19日、ウクライナは再びチョルノバイフカのロシア軍を攻撃した。ウクライナ大統領府顧問のオレクシイ・アレストビッチは、「笑わないでください。我々は再びチョルノバイフカで彼らを捕まえました。6回目です」と述べた。2日後の3月21日、アレストビッチは、ウクライナ軍が再び空港を攻撃したと発表し、「集合せよ。今はすべての勇気が必要だ。チョルノバイフカ。7回目だ」と述べた。ニューヨーク・タイムズ紙がプラネット・ラボから入手した衛星画像によると、3月15日から21日にかけての継続的な攻撃の結果、ロシアはチョルノバイフカ空港のロシア軍ヘリコプターのほとんどを他の飛行場に撤退させたものの、地上部隊はまだ空軍基地に駐留していた。
ロシア軍は3月22日にもチョルノバイフカ空港でウクライナによる攻撃を受け、死傷者と装備品の損失を出した。 アレストビッチは、クリミアからウクライナへ向かうロシアのヘリコプターが、この地域に兵力を集結させるための代替手段がなかったため、着陸するためにチョルノバイフカ空港を使用せざるを得なくなっていると述べた。 しかし、ウクライナの平坦な地形の結果、ウクライナ軍はチョルノバイフカのロシア軍を容易に攻撃することができた。チョルノバイフカでの9件目の事件は3月23日、空港に対する新たなウクライナ軍の攻撃の最中に発生した。アレスビッチは今回、保管されていたロシアの装備品の数が以前よりも減ったと述べた。翌日の3月24日、ウクライナ軍は再びチョルノバイフカでロシア軍を攻撃した。 アレストビッチは、このウクライナ軍の攻撃直後、近くのアントノフスキー橋を渡る大規模な軍隊の移動があったと述べ、そのためロシア軍は逃走したと主張した。この攻撃中に、チョルノバイフカで2人目のロシアの将軍が殺害されたとも主張された。もし確認されれば、ウクライナ軍は第49諸兵科連合軍司令官ヤコフ・レザンツェフ中将を殺害したことになる。

### 春の攻撃（3月27日～5月29日）
3月27日、チョルノバイフカでのロシア人に対するウクライナ軍の11回目の攻撃がアレストヴィチによって報告された。3月28日、アレストビッチは、チョルノバイフカ空港に対するウクライナによる12回目の攻撃があったと発表した。この日はロシアも、チョルノバイフカでウクライナの無人機１機とミサイル５発を撃墜したと報告した。アレストヴィチの報告によれば、ウクライナによるチョルノバイフカに対する13回目の攻撃は4月1日であった。キム知事も、この出来事についてコメントし、ロシア軍にとってエイプリルフールデーの幸せを祈った。 同じ日、チョルノバイフカでロシア兵士が再び14回目の攻撃を受けた。 アレストビッチは、13回目と14回目の攻撃で、ウクライナ軍は町のロシア軍大隊全体を破壊することに成功したと述べた。
4月14日、アレストビッチは、ウクライナ軍によるチョルノバイフカへの15回目の攻撃が行われ、ロシア第22軍団の弾薬庫が破壊されたと報告した。 アレストヴィチは後に、4月17日夜、ウクライナ軍がチョルノバイフカの空港に保管されていたロシアの軍事装備を再び破壊したと主張した。アレストビッチは4月24日に、ウクライナによる町内のロシア人に対する17回目の攻撃が行われたと簡単に発表した。アレストビッチは、5月2日にチョルノバイフカへの18回目の攻撃を発表した。これはウクライナ第30独立機械化旅団の兵士らが同旅団に最近補充された迫撃砲でロシアの弾薬庫を攻撃したもので、ウクライナ軍人らによると、今後「招かれざる客」がウクライナ領土を砲撃するための弾薬は少なくなるという。5月13日、ウクライナのミサイルと砲兵部隊がチョルノバイフカのロシア軍陣地を25回攻撃した。アレストビッチによると、攻撃はロケット砲の武器や弾薬の集積施設や倉庫に対して行われ、爆発は3時間以上続いたという。
アレストビッチは5月15日にチョルノバイフカでの20回目の事件を発表し、攻撃は12時に始まり、報告時点ではまだ継続中と述べた。その後、南部作戦管区はフェイスブックページで、この攻撃によりロシア軍兵士75名が死亡し、軍装備品約20台が破壊され、弾薬庫と2つの整備工場も破壊されたと発表した。翌日の5月16日、ウクライナ軍参謀本部はチョルノバイフカのロシア軍に対する新たな攻撃を発表し、この攻撃でロシア軍は装備と人員を失ったと発表した。5月29日、アレストビッチはチョルノバイフカで22回目の事件を発表し、ウクライナ軍がロシアの弾薬庫に発砲し、攻撃は少なくとも１時間続いたと述べた。

### 夏の再開（7月1日～8月26日）
7月1日、ウクライナ軍はチョルノバイフカのロシア軍に対する23回目の攻撃を行い、弾薬庫の1つを破壊した。7月3日、南部作戦管区は、ウクライナ軍がチョルノバイフカにある別のロシア弾薬庫を破壊したと報告した。オデッサ州軍政長官の報道官、セルヒイ・ブラチュクもこの出来事について言及した。7月7日、アレストビッチは、14時23分にウクライナがチョルノバイフカにある別のロシアの弾薬庫を破壊し、攻撃後1時間以上燃焼と爆発が続いていたと報告し、これがチョルノバイフカのロシア占領軍への25回目の攻撃となった。7月9日、ウクライナによるチョルノバイフカの新たな攻撃により、数ヶ所のロシアの指揮所が攻撃を受け、ロシアに多大な損害がもたらされた。アレストビッチによれば、その結果、ロシアの上級将校12名、正確には大佐と将軍が死亡したという。別の弾薬庫と数十の軍事装備品も破壊された。7月13日、南部作戦管区が伝えたところによると、チョルノバイフカの別のロシアの弾薬庫がウクライナによって攻撃された。
7月21日、ブラチュクはチョルノバイフカで別のロシアの弾薬庫が破壊されたと報告した。 翌日、ブラチュクは現地のロシア軍事基地が破壊されたと発表した。7月27日、南部作戦管区はチョルノバイフカにある別のロシア弾薬庫の破壊を確認した。ブラチュクが報じたように、7月28日、別のロシアの弾薬庫がチョルノバイフカで破壊された。 アレストヴィチによれば、7月29日、チョルノバイフカにある軍隊と軍事装備の配備のためのロシア軍基地が破壊された。未確認の報告によると、7月30日、チョルノバイフカのロシア軍基地で火災が発生したといい、この情報は後に確認された。8月2日、南部作戦管区は、ウクライナのミサイル部隊と砲兵部隊がチョルノバイフカにあるロシア第22軍団の指揮所を攻撃したと報告した。8月3日、ブラチュクはチョルノバイフカで別のロシア軍基地が破壊されたと述べた。8月5日、ウクライナはチョルノバイフカにある第49諸兵科連合軍と第76親衛空挺師団の2つの指揮所を攻撃した。
8月20日、チョルノバイフカのロシア第247親衛航空強襲連隊の指揮所がウクライナ軍のHIMARS多連装ロケット砲で攻撃された。ヘルソン州評議会議員のセルヒイ・カーランは、攻撃の結果、さらに多くのロシアの弾薬が破壊されたと発表した。カーランは、ロシア軍は現在、各弾薬庫に保管される量を減らしてより多くの弾薬庫を設置しようとしているが、ウクライナはまだそれらを標的にできると述べた。8月22日、南部作戦管区は、ウクライナ軍の砲兵部隊とミサイル部隊がチョルノバイフカにある第247親衛航空強襲連隊の指揮所と弾薬庫を破壊したと報告した。8月26日、チョルノバイフカにある別のロシア弾薬庫が破壊された。 さらに、予備情報によれば、ロシア軍の軍事基地もウクライナ軍によって攻撃された。

### ヘルソン反攻とチョルノバイフカの解放 (8月29日～11月11日)
8月29日、ウクライナはヘルソンとチョルノバイフカを含むドニエプル川右岸のロシア占領地域の解放を目的とした反転攻勢を開始し、ウクライナ軍は反攻に関する情報遮断を発表した。それでも、爆発と煙柱が、8月30日と8月31日のチョルノバイフカを含め、ヘルソン州全域で数日のうちに報告された。9月5日、チョルノバイフカで更なる爆発が報告され、ロシアの装備品群が攻撃された。9月7日にはチョルノバイフカ周辺でさらなる爆発と煙柱が報告され、9月18日にはロシア軍陣地に対する別の攻撃が行われた。9月20日、ウクライナのミサイル部隊と砲兵部隊がチョルノバイフカにあるロシアの指揮・装備施設を攻撃した。9月22日、ウクライナ軍はスニフリフカに向けて発砲していたロシアの対空砲を破壊した。
10月25日、チョルノバイフカで2件の爆発が報告された。10月27日の衛星画像は、ロシア軍がチョルノバイフカの空港からすべての軍事装備を撤収し、ロシア占領開始以来初めて空港が空になったことを示した。しかし、チョルノバイフカでのロシア軍に対するウクライナの攻撃は終わっておらず、南部作戦管区のウラジスラフ・ナザロフ報道官は、11月3日、ウクライナ軍がロシア軍が別の配備場所に移動しようとしていたロシア軍の装備を攻撃したと報告した。11月5日、チョルノバイフカでさらなる爆発と別の煙柱が報告された。地元住民によると、最近動員されたロシア兵が当時チョルノバイフカで訓練を受けていたという。
11月9日、ロシアのセルゲイ・ショイグ国防大臣は、セルゲイ・スロヴィキン将軍の提案を受けてロシア軍がドニエプル川右岸から撤退すると発表した。スロヴィキンは、ヘルソンをロシア軍による適切な補給ができなくなったため、またロシア兵士の命を守るために、この決定は容易ではなかったと述べた。11月11日、ドニエプル川右岸からのロシア軍の撤退が完了し、ウクライナ軍はヘルソンやその他の地域と同様にチョルノバイフカに入った。翌日、アレストビッチはチョルノバイフカ「シリーズ」は終わったと語った。

## 余波
ドニエプル川右岸の解放後、ロシアはチョルノバイフカを含む同地域への砲撃を開始した。 ヘルソン州のヤロスラフ・ヤヌシェビッチ知事が伝えたように、11月26日、チョルノバイフカはロシア軍の砲撃を受け、その結果、10歳の少年が負傷し、病院への搬送を余儀なくされた。

## 大衆文化の中で
チョルノバイフカではロシア軍が多数の攻撃を受けたため、この集落はウクライナで「伝説」の域に達したと言われている。 ウクライナ語のソーシャルメディアでは、報道されたチョルノバイフカでのロシアの失敗を嘲笑するミームが爆発的に増加した。ウクライナのバンド、アルコール・ウクレレは、チョルノバイフカでの出来事についての「チョルノバイフカ（Чорнобаївка）」というタイトルの曲をクルィヴィーイ・リーフで作曲した。9月8日、チェルニーヒウ市議会は、ウクライナにおける脱ロシア化プロセスの一環として、チェルニーヒウの特定の通りの名前を変更することについて議論した。ヘルソン州のチョルノバイフカにちなんでコフパカ・シドラ通りをチョルノバイフスカ通りに改名することが提案され、10月27日に承認された。
ウクライナ大統領のウォロディミル・ゼレンスキーは、「ウクライナのチョルノバイフカは戦争の歴史に残るだろう」と述べ、「ここはロシア軍とその指揮官たちが、無能で、自国民を虐殺に追い込むことしかできないありのままの自分達を完全にさらけ出した場所だ」と述べた。